# سام سميث (صحفي)
سام سميث (بالإنجليزية: Sam Smith)‏ هو صحفي أمريكي، ولد في 1937 في واشنطن العاصمة في الولايات المتحدة.